# Mosoel
Mosoel of Mosul (Arabisch: الموصل, Al Mawsil, Turks: Musul, Koerdisch مووسڵ, Mûsil, Aramees: ܡܘܨܠ, Māwṣil) is de op twee na grootste stad van Irak, gelegen in het noorden van het land, nabij de grens met Turkije. In 2008 woonden er 1,8 miljoen mensen. De stad ligt op de rechteroever van de Tigris, waarin stroomopwaarts de Mosoeldam ligt. Ten oosten van de stad, aan de overkant van de Tigris, bevindt zich het oude Ninive.
De bevolking is overwegend Arabisch, maar de omgeving wordt vooral door Koerden bewoond met daarnaast ook een christelijke minderheid waaronder Armenen en Arameeërs. De stad Mosoel ligt juist buiten de autonome Koerdische regio in Noordoost-Irak. Op religieus gebied is de stad van belang als het historische centrum van het nestorianisme, een oriëntaals-orthodoxe kerk. In de 4e eeuw werd het Mar-Benham-klooster 32 km ten zuiden van Mosoel gesticht. De stad is ook de zetel van de geünieerde Syrische aartsbisschop en de geünieerde Chaldeeuwse aartsbisschop. De christenen vormden eeuwenlang een belangrijke minderheid van de stad, maar de moslims overvleugelen de christenen getalsmatig en aanhangers van Islamitische Staat in Irak en de Levant hebben hen in 2014 praktisch allemaal verdreven.

Kaart van Mosoel

## Geschiedenis
Mosoel ontstond aan de westelijke oever van de Tigris, tegenover Ninive, maar werd in 636 door de moslims veroverd. De stad ontwikkelde zich vanaf de 8e eeuw tot een belangrijk handelscentrum op een kruispunt van belangrijke karavaanroutes. Dat zou het tot de verovering door de Mongolen in 1261 blijven. In de 14e eeuw werd Mosoel door de Perzen veroverd en in de 16e eeuw door de Turken.

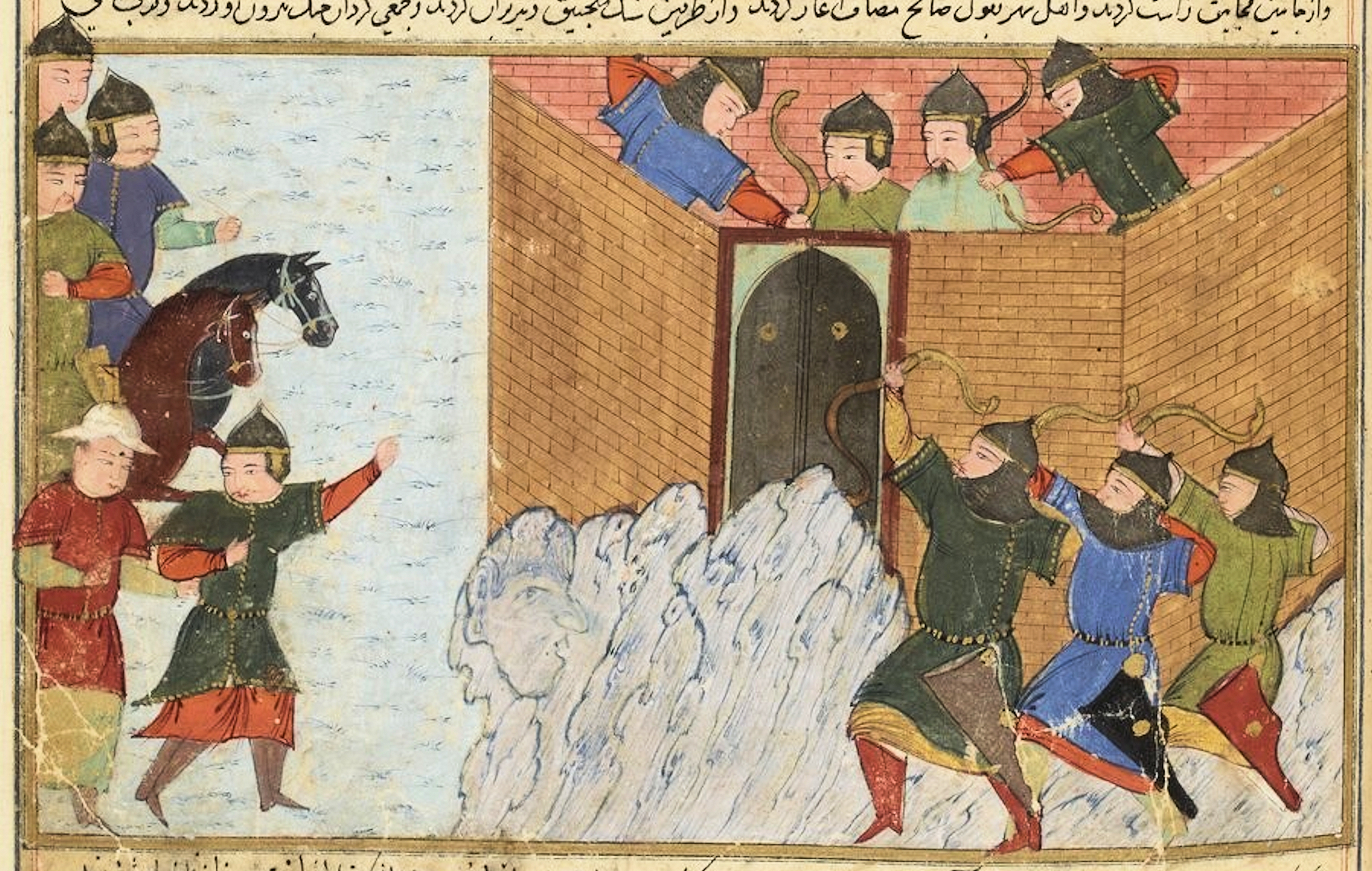
Inname van Mosoel door de Mongolen in 1261. Illustratie uit de Jami' al-tawarikh van de Perzische historicus Rashid al-Din

### Ottomaanse Rijk
In 1638 veroverden de Turken de herbouwde stad. Tot 1918 behoorde de stad tot het Ottomaanse Rijk, waarna de Turken en de Britten, die Irak sinds dat jaar als mandaatgebied beheerden, nog tot 1926 twistten over de stad.

### Onder Irak
Na de Eerste Wereldoorlog was Mosoel inzet van strijd tussen Irak en Iran (destijds Perzië). In de Vrede van Lausanne (1923) was de status van Mosoel niet opgenomen. In 1925 wees de Volkenbond Mosoel toe aan Irak en in 1926 deed Turkije formeel afstand van Mosoel. Kort daarna werden de belangrijke olievelden rond de stad ontdekt, die haar tot op vandaag een grote strategische betekenis geven.
Vanouds staat Mosoel bekend om zijn wol- en katoenproductie: mousseline is naar Mosoel genoemd. Verder produceert de omgeving van Mosoel sinds mensenheugenis albast.
Mosoel is een etnisch diverse stad, op de grens tussen het merendeels Arabisch-soennitische zuidwesten van Irak, en het Koerdisch-soennitische noordoosten. Deze deling is ook in de stad duidelijk. Tevens heeft de stad een grote sjiitische Turkmeense populatie, die in Ottomaanse tijden de meerderheid vormde. Wegens haar diversiteit was de stad tijdens de Irakoorlog en tijdens de Iraakse burgeroorlog toneel van veel verzet, onderling geweld en aanslagen.

### Recente geschiedenis
Tijdens de Tweede Golfoorlog (1990-1991) werd de aardolie-industrie nagenoeg vernietigd door bombardementen en raketbeschietingen. Begin 1991, tijdens de na de Golfoorlog uitgebroken burgeroorlog, was de stad korte tijd in handen van Koerdische rebellen en liep zij opnieuw ernstige schade op ten gevolge van de strijd.
Vanaf eind 2013, toen terreurgroep ISIS de macht in handen kreeg over de naburige delen van Irak en Syrië, zouden extremisten de lokale bevolking al hebben bedreigd en uitgebuit. Zij persten onder andere winkeliers af, voor geld dat voor de strijd in Syrië nodig zou zijn. Ook poogden zij de Turkmenen en andere minderheden uit de stad te verjagen.
Op 10 juni 2014 viel Mosoel in handen van ISIS en verloren Iraakse veiligheidstroepen de controle over de stad. Het Iraakse leger bleek niet in staat weerstand te bieden aan de snelle opmars van ISIS. Het leger van de Koerdische autonome regio was niet in de buurt wegens onenigheid met de Sjiitische nationale regering over de status van de stad. Na enkele uren strijd verlieten Iraakse politieagenten en militairen massaal hun posten en gepantserde wagens. Binnen 48 uur waren volgens de VN meer dan 500.000 inwoners van de stad op de vlucht geslagen naar de Koerdische autonome regio. Volgens lokale ziekenhuizen vielen zeker 200 doden en vluchtelingen spraken van lijken in de straten. Naar eigen zeggen executeerde ISIS 1.700 militairen. De voorzitter van het Iraakse parlement riep de Koerden op om met hun leger direct versterking te komen bieden om Mosoel te bevrijden (samen met het nationale leger). ISIS drong het Turkse consulaat van de stad binnen en gijzelde 49 Turken, waaronder de consul en drie kinderen. Tevens kidnapte ISIS 31 Turkse vrachtwagenchauffeurs, 40 Indiërs en 16 Georgiërs. Aramese, Assyrische en Armeense kerken werden door ISIS in brand gestoken. In de centrale bank van Mosoel zou ISIS 300 miljoen euro hebben buitgemaakt. Dit zou de organisatie de rijkste terreurgroep in de wereld maken. 2.000 gevangenen zouden zijn bevrijd uit een antiterrorisme-gevangenis. Vanuit Mosoel namen de extremisten op 11 juni 2014 de zuidelijker gelegen steden Tikrit en Baji in. Tevens namen zij controle over het grootste deel van de provincie Kirkoek ten oosten van Mosoel. Op 12 juni publiceerde ISIS nieuwe wetgeving die gehanteerd zou worden in Mosoel; alle tempels, tombes en graven dienen vernietigd te worden en voor overtreders van de sharia zullen zware straffen gelden als amputatie en publieke executie. Later die dag bombardeerde de Iraakse luchtmacht delen van de stad, alsook gebouwen in Samarra die waren ingenomen door ISIS.
Op 25 juni 2014 begon ISIS met het beschieten met mortieren van christelijke dorpen ten zuiden van Mosoel. Hoewel ISIS eerst had beweerd dat christenen met rust gelaten zouden worden, moesten tienduizenden vluchten naar Koerdisch gebied. Op hetzelfde moment begon ook een aanval op islamitische en christelijke heiligdommen. Zo zouden leden van ISIS het graf van de profeet Jona hebben vernietigd. Zeker vijf sjiietische en soefistische moskeeën en tombes in de stad werden opgeblazen, en kruisen werden in kerken vervangen door vlaggen van de terreurbeweging. ISIS-strijders gingen alle wijken van de stad langs om minderheden te registreren. Zij werden daarna voor de keuze gesteld: ofwel "berouw" te tonen (dit wil zeggen zich tot de islam te bekeren) en trouw te zweren aan het kalifaat, of te worden geëxecuteerd. Anderen zouden voor losgeld zijn gekidnapt. Ook zou ISIS dorpen ten westen van de stad richting Tel-Afar (veelal bewoond door sjiieten, Koerden en Turkmenen) volledig uitmoorden.
Op 27 juni 2014 zou ISIS een eigen commandant hebben gekruisigd in de stad. Op 19 juli 2014 verliet de laatste christelijke gemeenschap de stad, na bijna tweeduizend jaar vestiging. Hun huizen waren gemarkeerd met de Arabische letter 'N', voor Nasrani (volgers van de 'profeet van Nazareth', ofwel Jezus). In juli markeerde ISIS ook 50 moskeeën voor vernietiging. Onder andere de 14e-eeuwse moskee voor de profeet Jirjis werd met de grond gelijk gemaakt. In enkele moskeeën die werden opgeblazen troffen lokale moslims verbrande en verscheurde korans aan, wat tot grote verontwaardiging leidde onder de bevolking van de stad. De burgers van Mosoel probeerden hun gebedshuizen te beschermen door er te overnachten, zodat ISIS ze niet kon opblazen. Zij zouden onder andere hebben voorkomen dat ISIS de 840 jaar oude 'scheve minaret' − de Al-Nuri-moskee, een nationaal symbool − opblies.
Op 17 oktober 2016 startten Iraakse regeringstroepen, Koerdische Peshmerga en andere strijdgroepen een offensief tegen Mosoel om IS uit de stad te verdrijven. Op 9 juli 2017 kondigde de Iraakse regering aan dat de stad geheel was heroverd op IS. Daarbij werd de stad nagenoeg geheel verwoest.
In februari 2018 lanceerde UNESCO het "Revive the Spirit of Mosul" project voor de wederopbouw van de stad, met steun aan de plaatselijke bevolking door middel van cultuur en onderwijs. In december 2018 werd de eerste steen gelegd voor de wederopbouw van de Al-Nuri-moskee.

## Economie
De stad hoort tot de belangrijkste drie van het land. Mosoel is omgeven door belangrijke aardolievelden en is daarom het centrum van de Iraakse aardolieproductie. Van oudsher is er ook omvangrijke textielindustrie (mousseline) en verwerking van agrarische producten (graan, gerst, suiker; leder); daarnaast machinebouw, chemische, hout- en cementindustrie. Mosoel is een aanzienlijk handels- en verkeersknooppunt (wegen, spoorwegen; luchthaven). 

## Bekende inwoners van Mosoel

### Geboren
- Tariq Aziz (1936-2015), politicus
- Taha Yassin Ramadan (1938-2007), politicus
- Sultan Hashim Ahmad al-Tai (1944), ex-generaal en oud-politicus
- Ghazi al-Yawar (1958), politicus
- Ibrahim Ahmad Abd al-Sattar Muhammad (1966-2010), generaal
- Hawar Mulla Mohammed (1982), voetballer

### Overleden
- Oedai Hoessein (1964-2003), oudste zoon van Saddam Hoessein
- Koesai Hoessein (1966-2003), jongste zoon van Saddam Hoessein